# Messier (cráter)

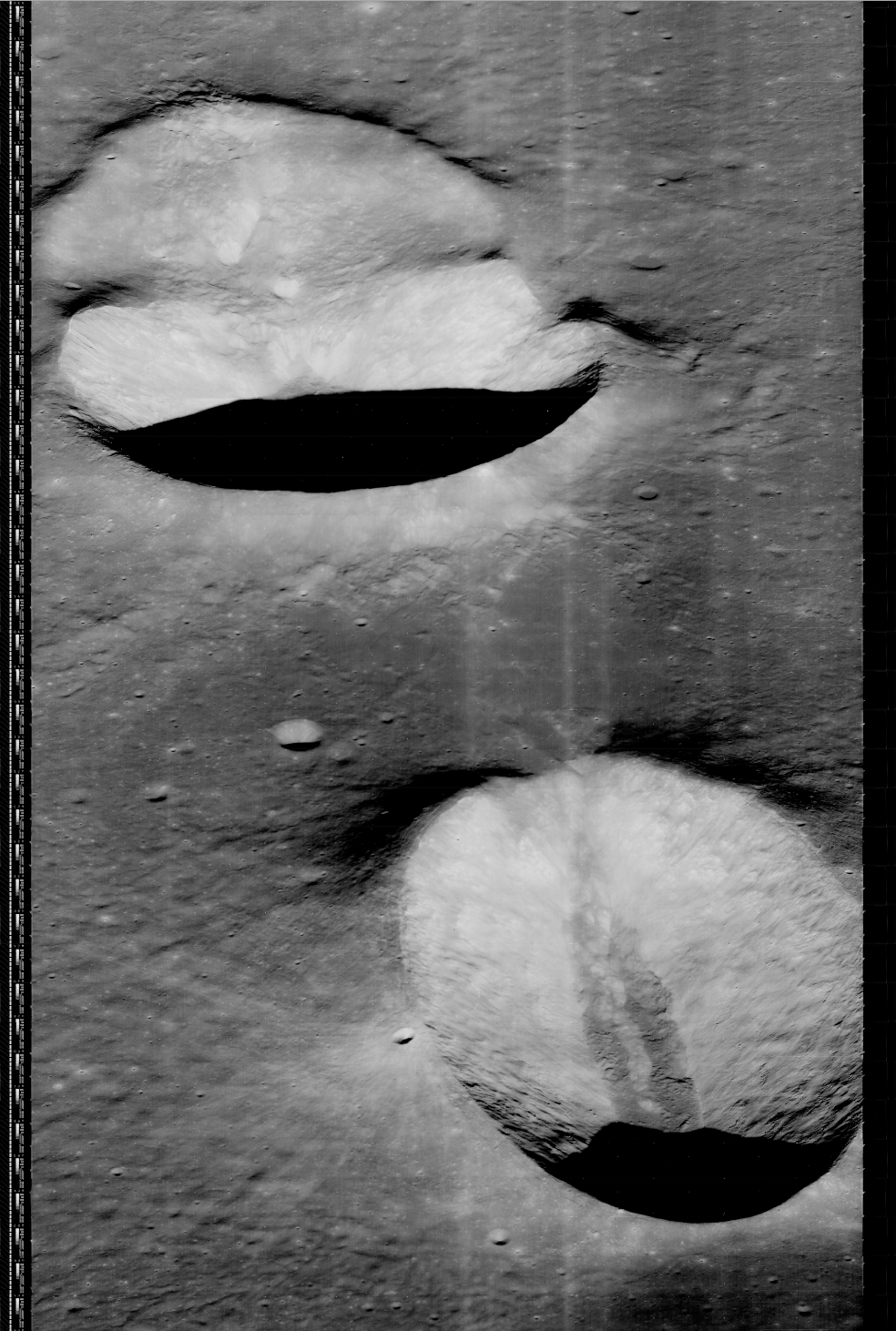
Imagen de Messier y de Messier A, foto Lunar Orbiter 5. Capturada y procesada por el Lunar Orbiter Image Recovery Project (febrero de 2013).

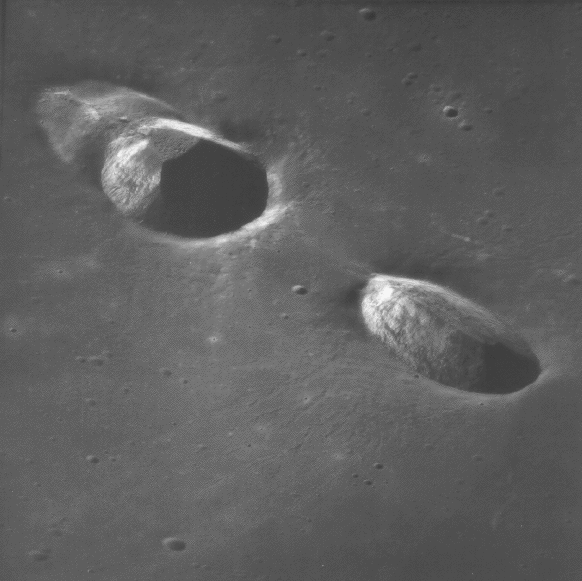
Fotografía de la misión Apolo 11

Messier es un cráter de impacto lunar relativamente reciente, localizado en el Mare Fecunditatis. El cráter tiene una forma sensiblemente oblonga que no es debida al escorzo. La dimensión más larga está orientada en dirección este-oeste.
|  |

Justo al oeste se encuentra Messier A, un cráter doble de tamaño similar, también con forma oblonga. La dimensión más larga de este cráter está orientada norte-sur, formando un ángulo recto con respecto  a la de Messier. Este cráter también tiene una protuberancia curvada que se extiende al oeste. Messier y Messier A fueron fotografiados en alta resolución por la nave espacial Lunar Orbiter 5 de la NASA en agosto de 1967. La imagen  V_041 del Orbitador Lunar está archivada en el sitio web del Lunar and Planetary Institute. Es fruto del esfuerzo realizado por el Lunar Orbiter Image Recovery Project para reprocesar estas imágenes de las cintas originales.
Los interiores de Messier y de Messier A tienen un albedo más alto que el mar lunar circundante. También aparece una raya oscura en el centro de cada cráter. Dos prominentes, casi lineales marcas radiales se extienden hacia el oeste desde el borde de Messier A, continuando a lo largo de más de 100 km hacia el borde oeste del Mare Fecunditatis. La superficie del mare alrededor de los cráteres también está ligeramente marcada por los rayos de otros cráteres.
Se ha postulado que el cráter Messier se formó por un impacto en un ángulo muy bajo, y que Messier A podría haberse formado a continuación por un rebote del cuerpo impactante. El bajo ángulo de impacto también puede explicar el sistema de rayos asimétricos.
Al noroeste de Messier A se localiza una larga y estrecha grieta, denominada Rima Messier.
Este cráter se nombró en honor del astrónomo francés Charles Messier (1730-1817).

## Cráteres satélite
Por convención estos elementos se identifican en los mapas lunares colocando la letra en el lado del punto medio del cráter que está más cercano a Messier.
|         | \| Messier \| Coordenadas \| Diámetro \| \| ------- \| ----------------------------- \| -------- \| \| A \| 2°02′S 46°56′E / -2.03, 46.94 \| 11.0 km \| \| B \| 0°54′S 48°04′E / -0.9, 48.06 \| 6.9 km \| \| D \| 3°35′S 46°19′E / -3.59, 46.32 \| 7.8 km \| \| E \| 3°21′S 45°26′E / -3.35, 45.43 \| 5.0 km \| \| J \| 1°36′S 52°10′E / -1.6, 52.16 \| 3.7 km \| \| L \| 1°16′S 51°52′E / -1.26, 51.87 \| 5.4 km \| |          |
| Messier | Coordenadas | Diámetro |
| A       | 2°02′S 46°56′E / -2.03, 46.94 | 11.0 km  |
| B       | 0°54′S 48°04′E / -0.9, 48.06 | 6.9 km   |
| D       | 3°35′S 46°19′E / -3.59, 46.32 | 7.8 km   |
| E       | 3°21′S 45°26′E / -3.35, 45.43 | 5.0 km   |
| J       | 1°36′S 52°10′E / -1.6, 52.16 | 3.7 km   |
| L       | 1°16′S 51°52′E / -1.26, 51.87 | 5.4 km   |

El siguiente cráter ha sido renombrado por la UAI:
- Messier G -  Véase  Lindbergh (cráter).

Messier A también se ha denominado W. H. Pickering, pero esto nunca ha sido sancionado oficialmente por la UAI. Posteriormente se denominó cráter lunar Pickering a un elemento distinto.

## Galería
|  |  |  |  |